# Eremobatidae
Famille
Les Eremobatidae sont une famille de solifuges.
Cette famille comprend huit genres et plus de 200 espèces.

## Distribution
Les espèces de cette famille se rencontrent aux États-Unis, au Mexique et au Canada.

## Liste des genres
Selon Solifuges of the World (version 1.0) :
- Eremobatinae Kraepelin, 1901
  - Eremobates Banks, 1900
  - Eremocosta Roewer, 1934
  - Eremorhax Roewer, 1934
  - Eremothera Muma, 1951
  - Horribates Muma, 1962
- Therobatinae Muma, 1951
  - Chanbria Muma, 1951
  - Eremochelis Roewer, 1934
  - Hemerotrecha Banks, 1903

## Publication originale
- Kraepelin, 1901 : Palpigradi und Solifugae. Tierreich, vol. 12, p. 1–159 (texte intégral).